# Eupithecia ferrisparsata
Eupithecia ferrisparsata är en fjärilsart som beskrevs av George Francis Hampson 1893. Eupithecia ferrisparsata ingår i släktet Eupithecia och familjen mätare. Inga underarter finns listade i Catalogue of Life.